# Теммельсдорф
Теммельсдорф (нім. Tömmelsdorf) — громада в Німеччині, розташована в землі Тюрингія. Входить до складу району Заале-Орла. Складова частина об'єднання громад Триптіс.
Площа — 6,31 км2. Населення становить 125 ос. (станом на 31 грудня 2021).